# 安德烈·米勒尔
安德烈·米勒尔（瑞典語：André Myhrer，1983年1月11日—），瑞典男子高山滑雪运动员。他曾代表瑞典参加2006年、2010年、2014年和2018年冬季奥林匹克运动会高山滑雪比赛，获得一枚金牌和一枚铜牌。